# Chi Đậu mèo

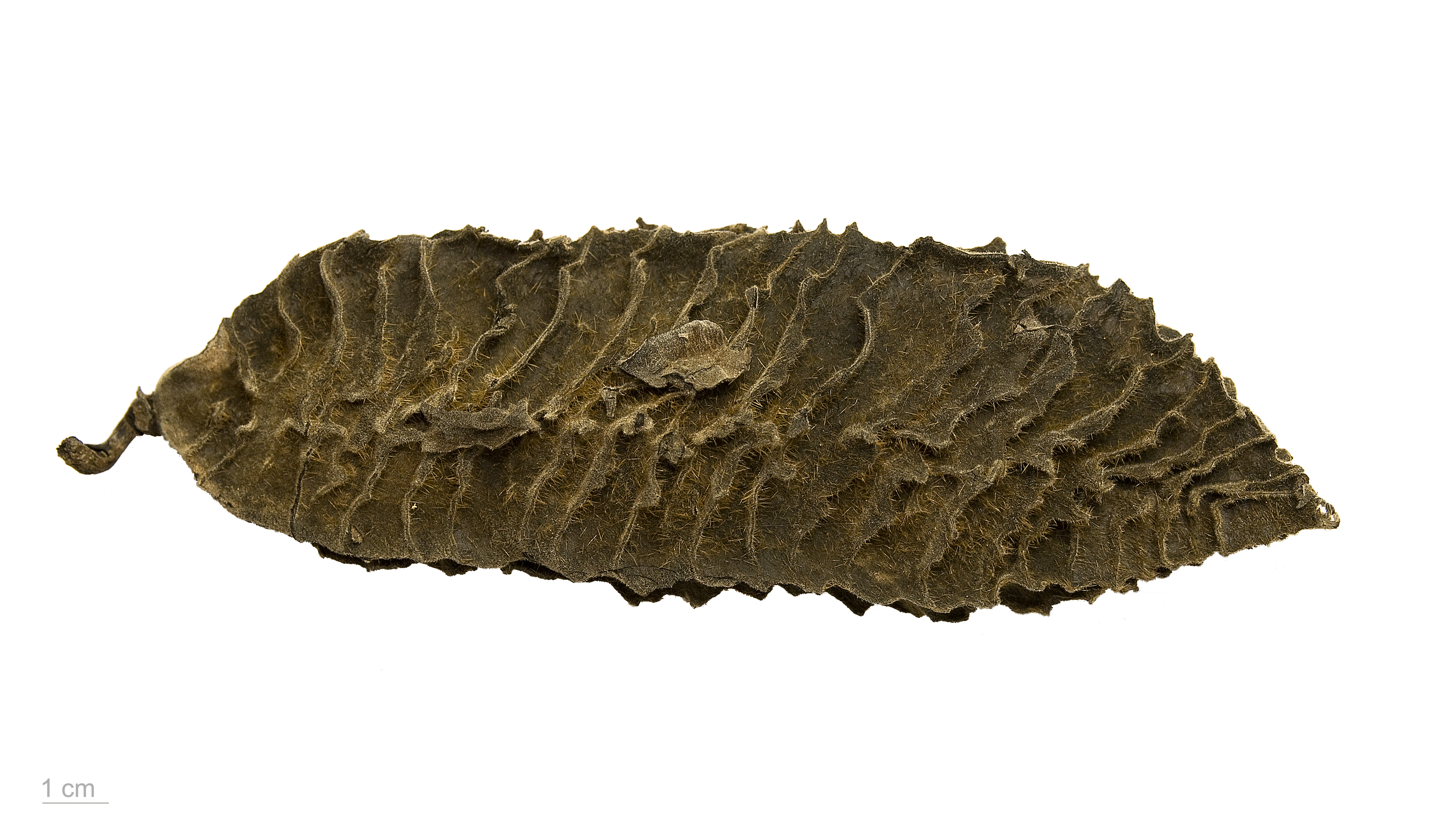
Mucuna urens

Chi Đậu mèo, danh pháp khoa học Mucuna, là một chi thực vật có hoa trong họ Đậu.
Loài cây này thường dùng để trị các bệnh như Parkinson, tăng khả năng sinh sản, hạ đường máu, trị giun sán...

## Phân bổ
Đậu mèo có nguồn gốc ở Ấn Độ và phân bố rải rác nhiều khu vực trên thế giới: Đông Nam Á và Nam Á như Lào, Nhật Bản, Campuchia…
Tại Việt Nam, loài cây này mọc hoang ở các tỉnh miền núi, thường mọc leo vào các cây bụi cao hoặc cây cỏ, nhất là từ Quảng Bình trở ra.

## Các loài
- Mucuna acuminata
- Mucuna albertisi
- Mucuna altissima
- Mucuna amblyodon
- Mucuna andreana
- Mucuna anguina
- Mucuna anguinea
- Mucuna argyrophylla
- Mucuna aterrima
- Mucuna atrocarpa
- Mucuna atropurpurea (Roxb.) DC. ex Wight & Arn.
- Mucuna aurea
- Mucuna axillaris
- Mucuna baileyana
- Mucuna bakeri
- Mucuna balfouriana
- Mucuna bennettii F.Muell.
- Mucuna bernieriana
- Mucuna biplicata
- Mucuna birdwoodiana Tutcher
- Mucuna blumei
- Mucuna bodinieri
- Mucuna brachycarpa
- Mucuna bracteata DC. ex Kurz
- Mucuna brevipes
- Mucuna calophylla
- Mucuna canaliculata
- Mucuna capitata
- Mucuna castanea
- Mucuna ceramensis
- Mucuna championii
- Mucuna ckienkweiensis
- Mucuna clemensiae
- Mucuna cochinchinensis
- Mucuna collettii
- Mucuna comosa
- Mucuna coriacea Baker
  - Mucuna coriacea subsp. coriacea
  - Mucuna coriacea subsp. irritans (Burtt Davy) Verdc.
- Mucuna coriocarpa
- Mucuna corvina
- Mucuna corymbosa
- Mucuna cristata
- Mucuna curranii
- Mucuna cyanosperma
- Mucuna cyclocarpa
- Mucuna cylindrosperma
- Mucuna deeringiana
- Mucuna diabolica Hayne(disputed)
  - Mucuna diabolica subsp. kenneallyi
- Mucuna dichroa
- Mucuna diplax
- Mucuna discolor
- Mucuna elegans
- Mucuna elliptica
- Mucuna elmeri
- Mucuna erecta
- Mucuna eriocarpa
- Mucuna esquirolii
- Mucuna exserta
- Mucuna fawcettii Urb.
- Mucuna ferox
- Mucuna ferruginea
- Mucuna flagellipes Hook.f.
- Mucuna forbesii
- Mucuna foveolata
- Mucuna gigantea (Willd.) DC.
  - Mucuna gigantea subsp. gigantea
  - Mucuna gigantea subsp. plurisemina
  - Mucuna gigantea subsp. tashiroi
- Mucuna glabra
- Mucuna glabrialata
- Mucuna gracilipes
- Mucuna gracilis
- Mucuna grevei
- Mucuna hainanensis Hayata
  - Mucuna hainanensis subsp. hainanensis
  - Mucuna hainanensis subsp. multilamellata Wilmot-Dear
- Mucuna hassjoo
- Mucuna hexandra
- Mucuna hirsuta
- Mucuna holtonii (Kuntze) Moldenke
- Mucuna homblei
- Mucuna hooglandii
- Mucuna horrida
- Mucuna huberi
- Mucuna humblotii
- Mucuna imbricata DC. ex Baker
- Mucuna inflexa
- Mucuna interrupta
- Mucuna iriomotensis
- Mucuna irritans
- Mucuna irukanda
- Mucuna japonica
- Mucuna junghuhniana
- Mucuna junghuhnianum
- Mucuna kawakabuti
- Mucuna keyensis
- Mucuna killipiana
- Mucuna kostermansii
- Mucuna kraetkei
- Mucuna lamellata
- Mucuna lamii
- Mucuna lane-poolei
- Mucuna lignosa
- Mucuna lindro
- Mucuna longipedunculata
- Mucuna lucidula
- Mucuna luzoniensis
- Mucuna lyonii
- Mucuna macmillanii
- Mucuna macrobotrys
- Mucuna macrocarpa Wall.
- Mucuna macroceratides (disputed)
- Mucuna macrophylla
- Mucuna macropoda
- Mucuna mairei
- Mucuna manongarivensis
- Mucuna mapirensis
- Mucuna martini
- Mucuna melanocarpa Hochst. ex A.Rich.
- Mucuna membranacea
- Mucuna mindorensis
- Mucuna miniata
- Mucuna minima
- Mucuna mitis (disputed)
- Mucuna mollis
- Mucuna mollissima Teijsm. & Binn. ex Kurz
- Mucuna monosperma DC. ex Wight
- Mucuna montana
- Mucuna mutisiana (Kunth) DC.
- Mucuna myriaptera
- Mucuna neocaledonica
- Mucuna nigra
- Mucuna nigricans
  - Mucuna nigricans var. hainanensis
  - Mucuna nigricans var. hongkongensis
- Mucuna nivea
- Mucuna novo-guineensis Scheff. – New Guinea Creeper
- Mucuna oligoplax
- Mucuna ovalis
- Mucuna pachycarpa
- Mucuna pachylobia
- Mucuna pacifica
- Mucuna pallida
- Mucuna paniculata
- Mucuna parvifolia
- Mucuna peekelii
- Mucuna pesa
- Mucuna platycarpa
- Mucuna platyphylla
- Mucuna platyplekta
- Mucuna pluricostata (disputed)
- Mucuna poggei Taub.
  - Mucuna poggei var. pesa (De Wild.) Verdc.
  - Mucuna poggei var. poggei
- Mucuna ponapeana
- Mucuna pruriens (L.) DC.
  - Mucuna pruriens subsp. deeringiana
  - Mucuna pruriens subsp. novo guineensis
  - Mucuna pruriens var. hirsuta (Wight & Arn.) Wilmot-Dear
  - Mucuna pruriens var. pruriens
  - Mucuna pruriens var. sericophylla (Perkins) Wilmot-Dear
  - Mucuna pruriens var. thekkadiensis
  - Mucuna pruriens var. utilis (Wall. ex Wight) Baker ex Burck
- Mucuna prurita
- Mucuna psittacina (disputed)
- Mucuna pulcherrima
- Mucuna purpurea
- Mucuna quadrialata
- Mucuna recta
- Mucuna reptans
- Mucuna reticulata
- Mucuna revoluta
- Mucuna rhynchosioides
- Mucuna rostrata Benth.
- Mucuna rutilans
- Mucuna samarensis
- Mucuna schlechteri
- Mucuna schmutzii
- Mucuna sempervirens Hemsl.
- Mucuna sericophylla
- Mucuna sloanei Fawc. & Rendle
  - Mucuna sloanei var. persericea
- Mucuna spuria
- Mucuna stanleyi
- Mucuna stans Welw. ex Baker
- Mucuna stenoplax
- Mucuna suberosa
- Mucuna subferruginea
- Mucuna subumbellata
- Mucuna sumbawaensis
- Mucuna taborensis
- Mucuna tashiroi
- Mucuna terrens
- Mucuna thailandica
- Mucuna tjerolang
- Mucuna tomentosa
- Mucuna toppingii
- Mucuna toyoshimai
- Mucuna umbellata
- Mucuna urens (L.) Medik.
  - Mucuna urens var. papuana
- Mucuna urentissima
- Mucuna utilis
- Mucuna velutina
- Mucuna venenosa
- Mucuna venulosa
- Mucuna virgata
- Mucuna volubilis
- Mucuna wangii
- Mucuna warburgii[3][4]
- Mucuna wertheimii

## Các loài từng được xếp trong chi này
- Canavalia mattogrossensis (Barb. Rodr.) Malme (trước là Mucuna mattogrossensis Barb. Rodr.)
- Psophocarpus scandens (Endl.) Verdc. (trước là Mucuna comorensis Vatke)[4]

## Hình ảnh

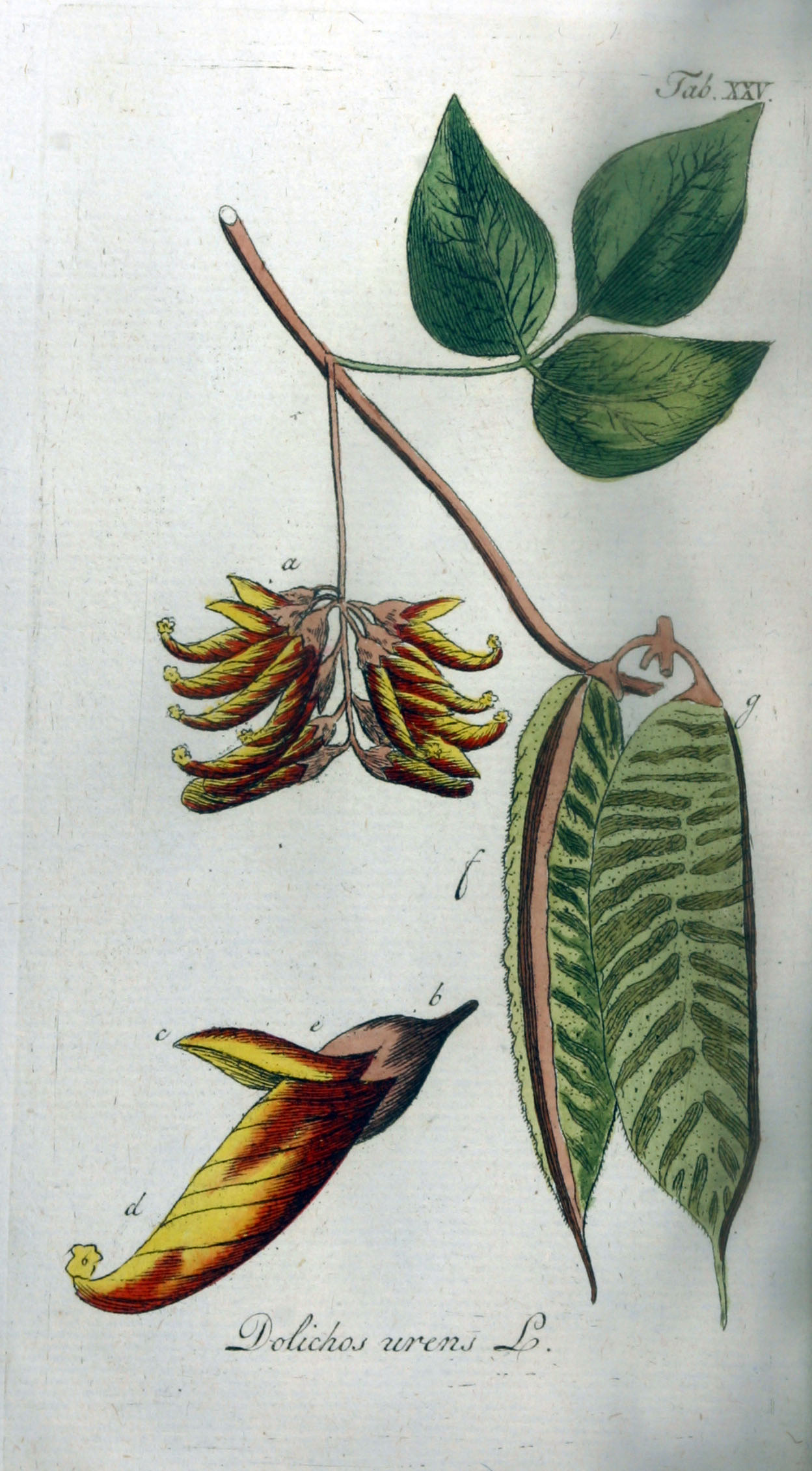
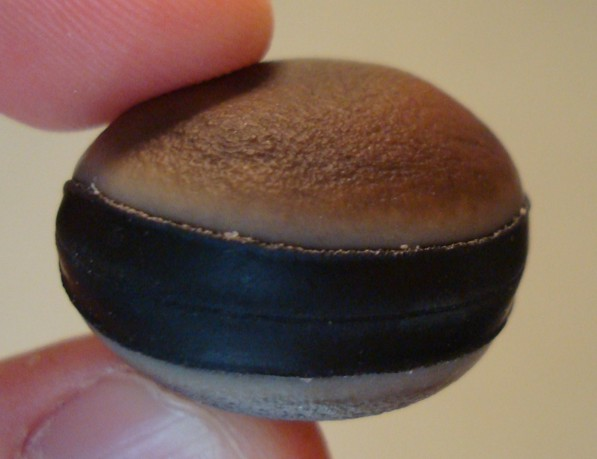
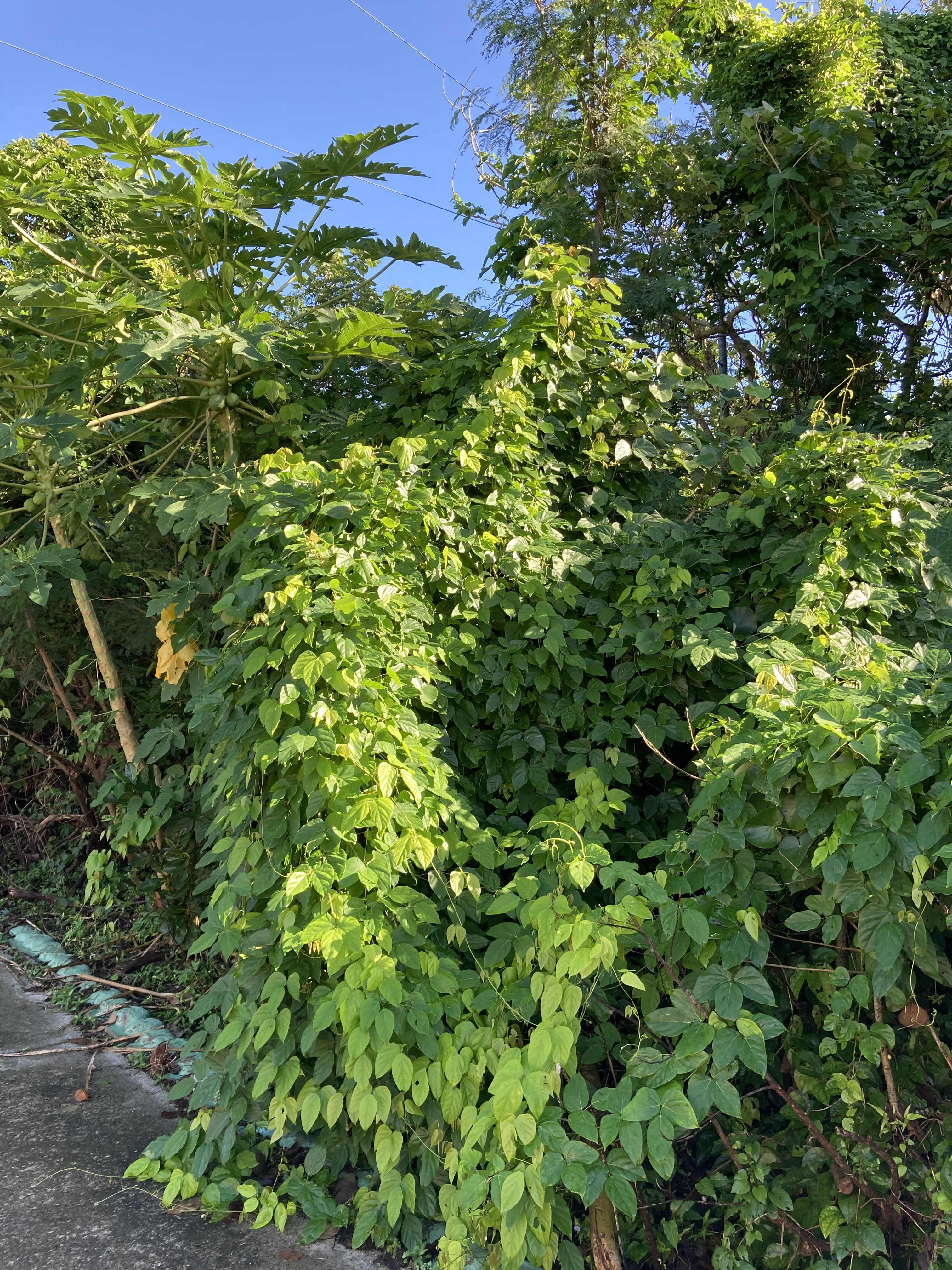
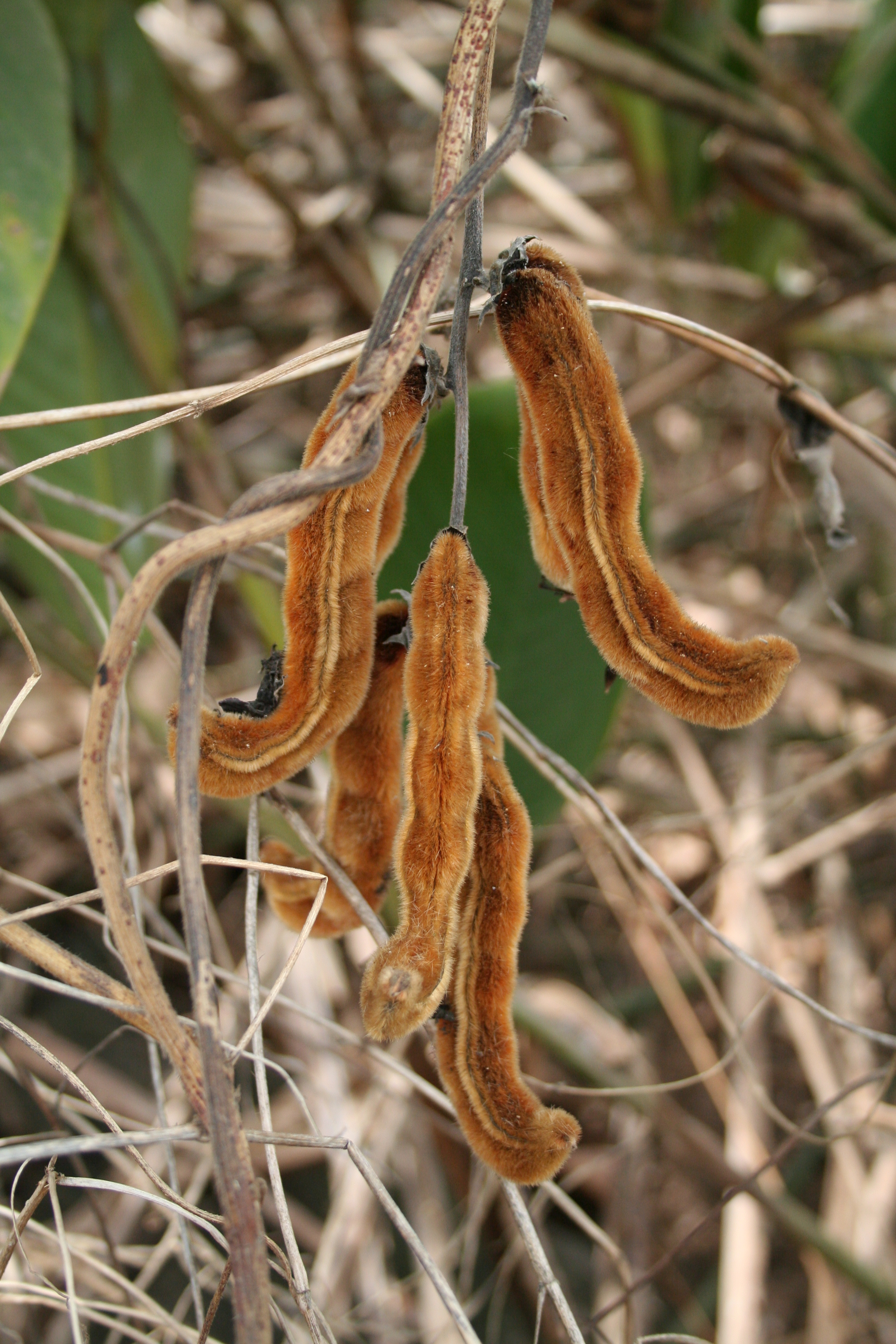
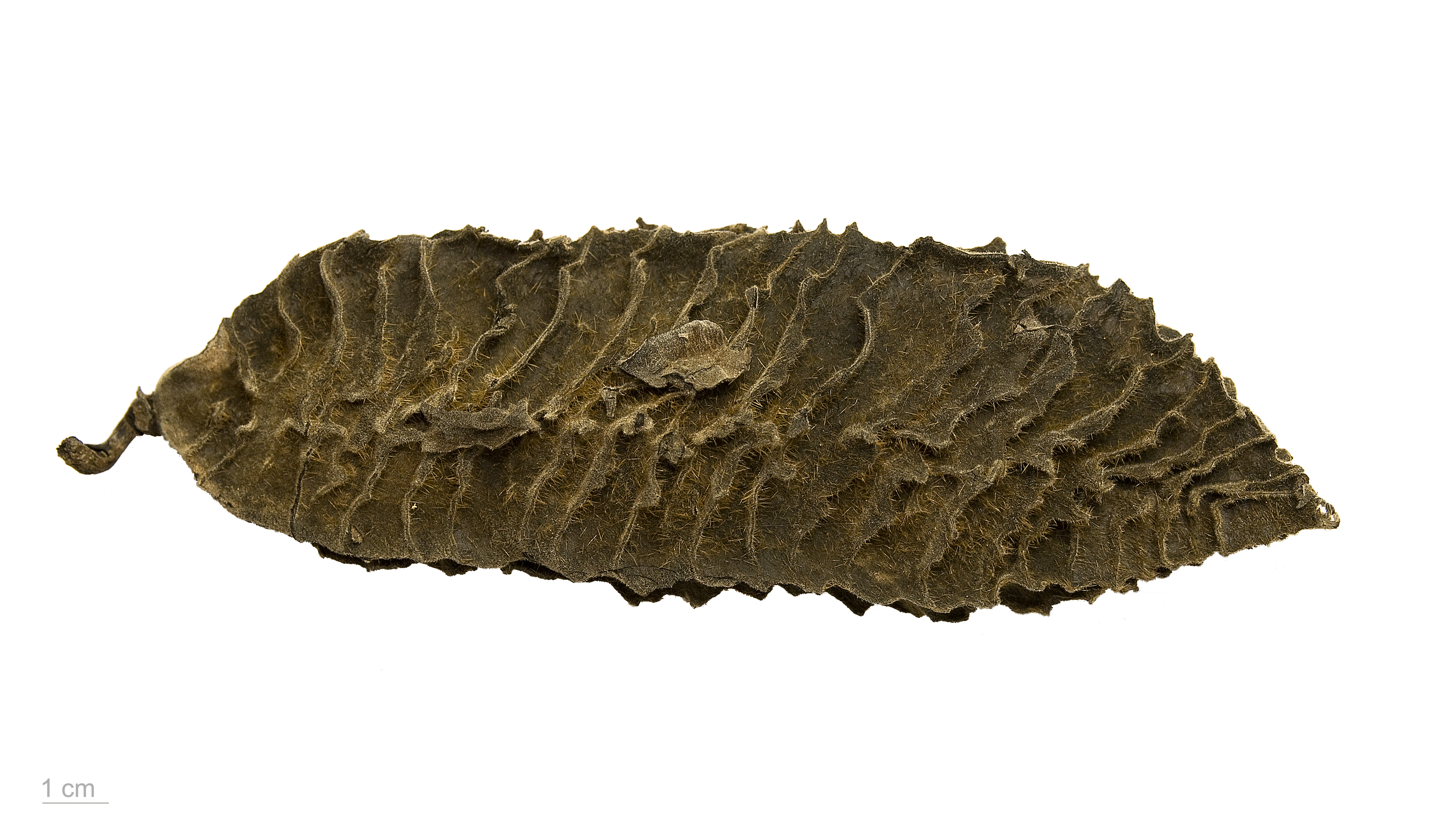